# Pipì, Pupù e Rosmarina
Pipì, Pupù e Rosmarina è una serie animata italiana del 2009, ideata e diretta da Enzo D'Alò.

## Trama
Pipì, un simpatico orsetto lavatore, Pupù, un uccellino dolce e grassottello, e Rosmarina, un'affettuosa coniglietta, attraversano il mondo alla ricerca del Mapà, un'entità metafisica un po' mamma e un po' papà. I protagonisti hanno i nomi delle funzioni corporali chiamate come i bambini Pipì (urina), Pupù, (feci) e Rosmarina (flatulenza)

## Doppiaggio
| Nome del personaggio | Doppiatore italiano                             |
| -------------------- | ----------------------------------------------- |
| Voce narrante        | Giancarlo Giannini                              |
| Pipì                 | Arturo Valli (1ª voce) Mattia Fabiano (2ª voce) |
| Pupù                 | Arianna Pagni (1ª voce) Lucrezia Roma (2ª voce) |
| Rosmarina            | Agnese Marteddu                                 |
| Sole                 | Riccardo Rossi                                  |
| Luna                 | Maricla Affatato                                |

## Film
Nel 2017 esce il film d'animazione Pipì, Pupù e Rosmarina in Il mistero delle note rapite, diretto dallo stesso Enzo D'Alò.